# Zhang Jiaqi (plongeon)
Ne doit pas être confondu avec Zhang Jiaqi.
Dans ce nom chinois, le nom de famille, Zhang, précède le nom personnel.
Pour les articles homonymes, voir Zhang.
Zhang Jiaqi (en chinois : 张家齐 ; chinois traditionnel : 張家齊 ; pinyin : Zhāng Jiāqí), née le 28 mai 2004 à Pékin (Chine), est une plongeuse chinoise. Elle remporte l'or en plongeon à 10 m synchronisé avec sa compatriote Chen Yuxi aux Jeux olympiques d'été de 2020.

## Carrière
Zhang Jiaqi est médaillée d'or en plongeon synchronisé à 10 m avec Zhang Minjie et médaillée d'argent en plongeon à 10 m aux Jeux asiatiques de 2018.
Elle remporte aux Championnats du monde 2019 la médaille d'or du plongeon synchronisé à 10 m avec Lu Wei.
Pour ses premiers Jeux en 2020, elle devient championne olympique du plongeon synchronisé à 10 m avec Chen Yuxi devant la paire américaine et la paire mexicaine.